# Third Power
Third Power è il terzo album in studio del DJ statunitense DJ Drama, pubblicato nel 2011.

## Tracce
1. Oh My (featuring Fabolous, Roscoe Dash & Wiz Khalifa) – 4:23
2. Rough (featuring Jeezy & Freddie Gibbs) – 3:17
3. Lay Low (featuring Young Chris, Meek Mill & Freeway) – 4:42
4. Ain't No Way Around It (featuring Future) – 3:25
5. Undercover (featuring Chris Brown & J. Cole) – 3:50
6. Everything that Glitters (featuring Pusha T & French Montana) – 3:29
7. Me & My Money (featuring Gucci Mane) – 4:11
8. Never See You Again (featuring Talia Coles & Wale) – 4:18
9. Self Made (featuring Red Café & Yo Gotti) – 3:14
10. Take My City (featuring B.o.B & Crooked I) – 4:08
11. Lock Down (with Ya Boy featuring Akon) – 4:37
12. Oh My (Remix) (featuring Trey Songz, 2 Chainz & Big Sean) – 4:59